# 埃尔维莱尔
埃尔维莱尔（法語：Ervillers）是法国北部-加来海峡大区加来海峡省的一个市镇，属于阿拉斯区克鲁瓦西耶县。该市镇2009年时的人口为399人。

## 人口
埃尔维莱尔人口变化图示
| 数据来源：INSEE |